# 江古田
江古田（日语：／ Egota */?）是東京都中野區的地名。現行行政地名為江古田一丁目至江古田四丁目。2013年10月1日為止的人口有11,547人。郵遞區號165-0022。

## 地理
位於中野區北部。町域東鄰新宿區西落合。北部、東北部與中野區江原町、練馬區豐玉北、豐玉中之間以江古田川為借。北部與豐玉南之間以道路為界。西部鄰中野區丸山。南部與中野區松丘、沼袋之間以新青梅街道為界。町內多為住宅區。
江古田三丁目的西北部一帶，在過去是國立療養所中野醫院，設有收容結核患者的隔離病房棟。該院在1993年與新宿區國立國際醫療研究中心整合、移轉，舊址改建為江古田之森公園與福祉保健設施、公務員宿舍。

## 歷史
江古田的書面記錄可追溯自室町時代的文獻，地名由來與念法眾說紛紜。1477年，太田道灌與豐島一族在此發生江古田、沼袋原之戰。
江古田是多摩郡東端的村落，明治維新後的1889年（明治22年），與近隣6村合併為野方村（期間，所屬郡從東多摩郡改為豐多摩郡），為其大字。
1963年實施住居表示法，確立現行的町域範圍。在此之前，現在的松丘、江原町、丸山、沼袋二丁目與四丁目都屬於江古田的範圍。此外，現在中野區的江古田地域包括江古田一丁目至三丁目、江原町全域、松丘全域，江古田四丁目屬沼袋地域。

## 交通
本地沒有鐵路車站，步行前往都營地下鐵大江戶線（落合南長崎站、新江古田站），西武池袋線（東長崎站、江古田站）與西武新宿線（新井藥師前站、沼袋站）各站約10-15分鐘。此地巴士路線與班次密集，吸引許多民眾搭乘。

### 西武池袋線江古田站與「江古田」的念法
西武池袋線的江古田站周邊一帶也稱作江古田。但江古田站位於練馬區旭丘，與中野區江古田有段距離。
這是因為練馬區榮町與旭丘在1960年實施住居表示法以前屬「江古田（町）」。該地在江戶時代是多摩郡江古田村開墾的新田。至於兩地分屬不同區，是因為新田屬豐島郡，明治維新以後各郡內部進行整併所造成。
站名念作「えこだ(Ekoda)」，練馬區內的設施、店名等也多為「えこだ」，不同於中野區正式名稱的「えごた(Egota)」。理由未知。
此外，東京都交通局都營地下鐵大江戶線新江古田站念作「しんえごた(Shin-egota)」，音同中野區「江古田」。

## 設施
學校
- 東京警察醫院看護專門學校
- 中野區立第七中學校
- 中野區立江古田小學校
- 國際短期大學

公園
- 江古田之森公園－國立療養所中野醫院舊址

公共設施
- 中野區立江古田地域中心
- 中野區立北部保健福祉中心
- 中野區立江古田圖書館
- 中野區立歷史民俗資料館
- 東京消防廳野方消防署江古田出張所（特別消火中隊、救急隊無）
- 野方配水塔

醫院
- 武藏野療園醫院
- 慈生會慈生會醫院
- 中野江古田醫院

其他
- 關東巴士丸山營業所
- 東京總合保健福祉中心 江古田之森（看護老人福祉設施、看護老人保健設施）

## 備註
1. ↑  .   [2013-10-07]. （原始内容存档于2015-06-10）.
2. ↑  對於同一地名，由於古時對清音、濁音沒有正式區別，日本各地的清濁音念法各有不同。

## 外部連結
- 練馬與江古田的基礎知識 （页面存档备份，存于）